# Metalectra agathia
Metalectra agathia är en fjärilsart som beskrevs av Druce 1890. Metalectra agathia ingår i släktet Metalectra och familjen nattflyn. Inga underarter finns listade i Catalogue of Life.